# Зарічне (Берестинський район)
Зарі́чне — село в Україні, у Берестинському районі Харківської області. Населення становить 212 осіб. До 2020 орган місцевого самоврядування — Малоорчицька сільська рада.

## Географія
Село Зарічне розташоване в місці впадання річки Орчик (правий берег) у річку Оріль (правий берег). Вище за течією річки Орчик примикає до села Орчик, на протилежному березі річки — село Малий Орчик. На захід від села розташований загальнозоологічний заказник «Руський Орчик».

## Історія
- 1750 — дата заснування.

## Населення
Згідно з переписом УРСР 1989 року чисельність наявного населення села становила 253 особи, з яких 115 чоловіків та 138 жінок.
За переписом населення України 2001 року в селі мешкало 211 осіб.

### Мова
Розподіл населення за рідною мовою за даними перепису 2001 року:
| Мова       | Відсоток |
| ---------- | -------- |
| російська  | 83,49 %  |
| українська | 15,09 %  |
| молдовська | 1,42 %   |

## Економіка
- Молочно-товарна і птахо-товарна ферми.

## Об'єкти соціальної сфери
- Спортивний майданчик.